# 本沢ダム (山形県)
本沢ダム（もとさわダム）は、山形県上山市狸森（むじなもり）、最上川水系本沢川に建設されたダム。高さ17.5メートルのアースダムで、灌漑を目的とする、最上川中流土地改良区管理のため池である。1952年（昭和27年）に建設され、その後1991年（平成3年）よりダム再開発事業を実施、2003年（平成15年）に完成した。

## 地理
上山市の北西部、狸森に位置する。
本沢ダムが建設された本沢川（もとさわがわ、もとざわがわ）は、白鷹山地・高森山に端を発する川で、最上川水系の一級河川である。本沢ダムを経つつ東へと流れ、山形市前明石で須川へと合流する。長さは12.5キロメートルである。

## 歴史
- 1952年（昭和27年） - 建設[2]。
- 1991年（平成3年） - ダム再開発事業着手[4]。
- 1999年（平成11年）8月〜2000年（平成12年）3月 - 仮排水路建設工事[4]。
- 2002年（平成14年）8月〜11月 - ダム本体掘削工事[4]。
- 2002年8月〜12月 - ダム本体コンクリート打設および盛土工事[4]。
- 2003年（平成15年） - 完成[2]。

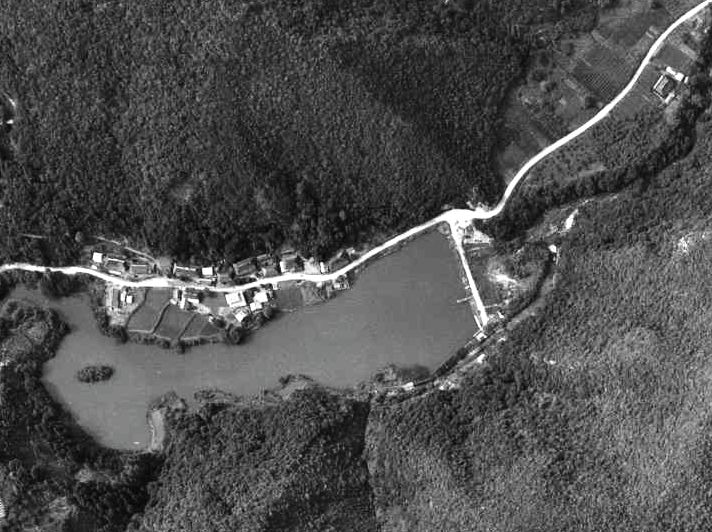
再開発前

## 交通アクセス
公共交通機関
「岩の下」バス停が最寄り。JR山形駅あるいは山形鉄道フラワー長井線・荒砥駅から路線バス（山交バス・山形〜長谷堂〜荒砥駅〜長井市役所）が運行されている。
自家用自動車
山形市あるいは西置賜郡白鷹町中心市街地から国道348号。